# Meteorologiåret 1946

## Händelser

### Februari
- 4 februari - Nationella väderprognoser återvänder till tidningarna i USA efter fyra år. Publiceringen av kartor hade upphört den 15 december 1941, en vecka efter att USA gått in i andra världskriget[1]
- 5 februari - En Isstorm härjar i Minnesota, USA [2].

### April
- 1 april – En tsunami i USA, följd av en jordbävning nära Alaska, dödar 159 personer i Hawaii.  25 fot höga vågor slår till mot Hilo strax efter klockan 07.00 lokal tid, nästan fem timmar efter jordskalvet i Alaska.[3]
- 3 april – I Kristiansand, Norge noteras norskt värmerekord för månaden med + 20 °C [4].

### Juli
- 15 juli – 116 millimeter nederbörd faller över Kinnared, Sverige vilket innebär dygnsnederbördsrekord för Halland [5].

### Augusti
- 4 augusti – I Uyuni, Potosídepartementet, Bolivia uppmäts temperaturen −25.7 °C (−14.3 °F), vilket blir Bolivias lägst uppmätta temperatur någonsin [6].
- 17 augusti – En tornado i Mankatoområdet i Minnesota, USA dödar 11 personer [7].
- 20 augusti – I Vasiliyevichy, Vitryska SSR, Sovjetunionen uppmäts temperaturen + 38.0°C (100.4°F, vilket blir Vitrysslands dittills högst uppmätta temperatur någonsin [8].

### September
- 16 september - Torka i Sovjetunionen ger, i kombination med dålig skörd, hungersnöd i Sovjetunionen och pågår fram till kommande år. Totalt kostar den över en miljon människoliv.[9]

### November
- 13 november - Meteorologen Vincent Schaefer från företaget General Electric i USA genomför det första framgångsrika testet med molnsådd som väderkontroll [10]

### December
- 17 december – Kraftiga snöfall med vindar på upp till 62 mph i Duluth härjar i Minnesota, USA [11].

### Okänt datum
- Værnes i Norge börjar mäta dygnsmedeltemperatur [12].

## Födda
- 9 juli – Gerhard Kramm, amerikansk meteorolog.
- 22 oktober – Roger A. Pielke, amerikansk meteorolog.

## Avlidna
- 7 februari – Henry Ambrose Hunt, brittisk meteorolog.
- 16 maj – Weston Fulton, amerikansk meteorolog, uppfinnare och entreprenör.

### Fotnoter
1. ↑  Mark S Monmonier, Maps with the News: The Development of American Journalistic Cartography (University of Chicago Press, 1989), p117
2. ↑  ”Arkiverade kopian”. Arkiverad från originalet den 22 juni 2010. https://web.archive.org/web/20100622121311/http://climate.umn.edu/pdf/ice_storms_in_minnesota.pdf. Läst 15 februari 2011.
3. ↑  
"Oceanography: Special Report" Arkiverad 29 september 2011 hämtat från the Wayback Machine. by Laura Kong, UNESCO.org; "Tidal Wave Death Toll Now 152, Property Loss Totals Millions"Salt Lake Tribune, April 3, 1946, p1
4. ↑  MET
5. ↑  SMHI
6. ↑  Boletín Mensual del Tiempo 1946, Bolivia Servicio Meteorológico, NOAA Central Library, Climate Data Imaging Project. Läst 27 januari 2007.
7. ↑  ”Arkiverade kopian”. Arkiverad från originalet den 26 juli 2010. https://web.archive.org/web/20100726102403/http://www.climate.umn.edu/pdf/day_in_weather_history/august_wx_history.pdf. Läst 16 februari 2011.
8. ↑  Masters, Jeff (7 augusti 2010). ”National heat records set in 2010”. Weather Underground. Arkiverad från originalet den 20 augusti 2010. https://web.archive.org/web/20100820002618/http://www.wunderground.com/blog/JeffMasters/comment.html?entrynum=1569. Läst 4 februari 2011.
9. ↑  Donald Filtzer, The Hazards of Urban Life in Late Stalinist Russia: Health, Hygiene, and Living Standards, 1943-1953,  (Cambridge University Press, 2010) p4
10. ↑  Kristine Harper, Weather and Climate: Decade by Decade (Infobase Publishing, 2007) pp93-94; "Snow From a Cloud Produced by Science", Milwaukee Journal,  November 14, 1946, p1
11. ↑  ”Arkiverade kopian”. Arkiverad från originalet den 15 december 2010. https://web.archive.org/web/20101215013148/http://climate.umn.edu/pdf/day_in_weather_history/december_wx_history.pdf. Läst 16 februari 2011.
12. ↑  MET